# Cytherella abyssorum
Cytherella abyssorum is een mosselkreeftjessoort uit de familie van de Cytherellidae. De wetenschappelijke naam van de soort is voor het eerst geldig gepubliceerd in 1866 door Sars.